# Iglesia de Santa Cecilia (Espinosa de los Monteros)
La iglesia de Santa Cecilia es un edificio religioso situado en el municipio español de Espinosa de los Monteros, de estilo principalmente renacentista.

## Situación
Se encuentra en uno de los extremos de la plaza de Sancho García, aunque el acceso se hace desde el lado opuesto.

## Estructura
Se trata de un templo de tres naves, planta de salón, muros de piedra de sillería, de aparejo regular y cubierta de bóveda de crucería estrellada, de nervios combados y recuerdos góticos. 

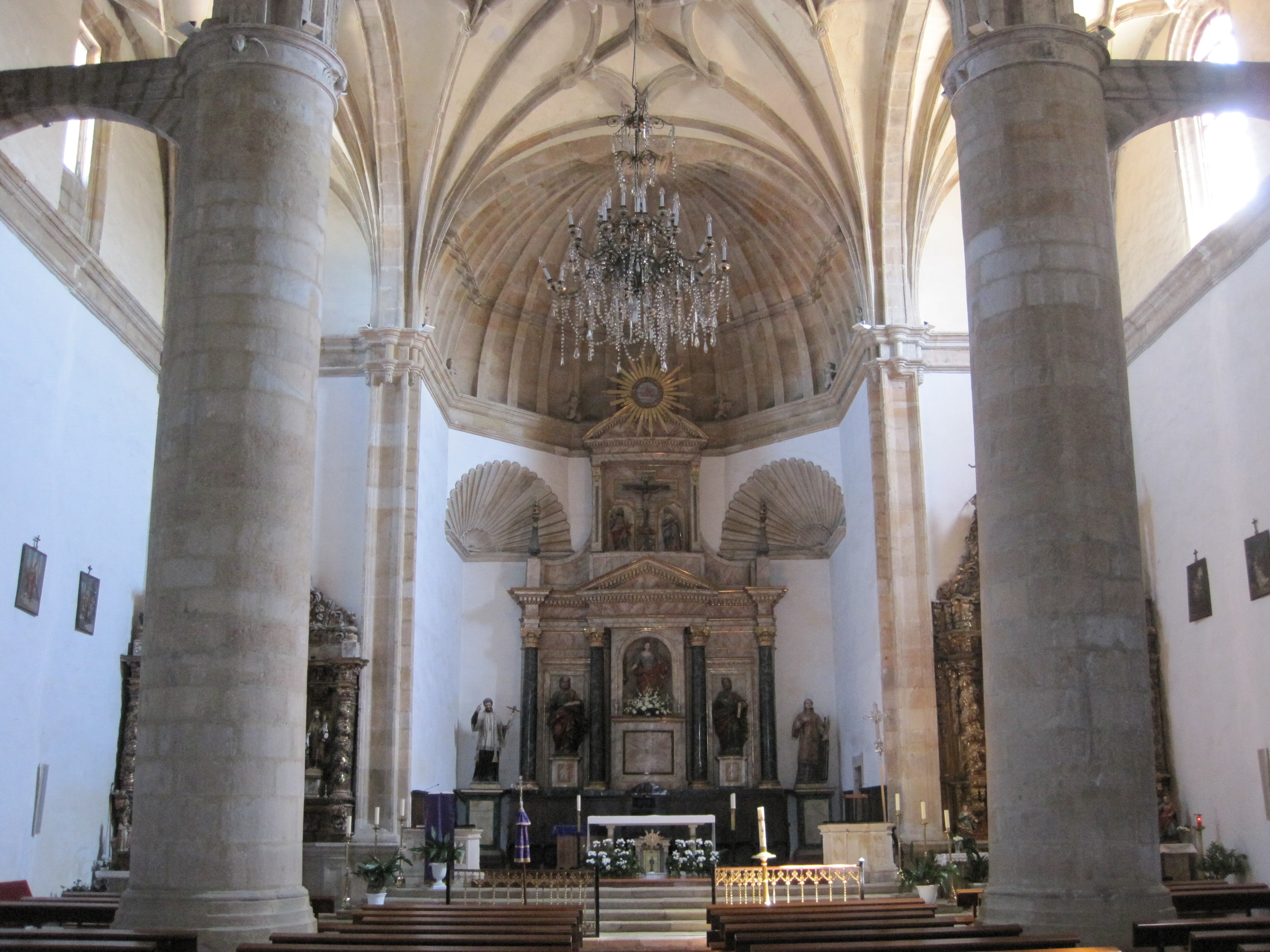
Altar Mayor de Santa Cecilia.

La estructura se apea sobre gruesos muros, cuatro pilares y seis pilastras de las que arranca la tupida red de nervios que ornamenta la cubierta. 
El ábside, componente muy señalado y significando en el conjunto del templo, tiene la particularidad de presentar planta cuadrada en el arranque para luego desarrollarse en un polígono de cinco lados.
Destaca la cubierta avenerada, de estilo renacentista, que remata el conjunto, y está apoyada sobre dos pechinas para conseguir la forma pentagonal en su parte superior. 
Esta iglesia fue saqueada por los franceses en la batalla de espinosa, la iglesia se sitúa sobre los cimientos de una anterior, que era románica y que estaba situada en el mismo lugar, de esta iglesia se conserva una columna adosada al muro Sur. El edificio actual se empezó a construir en 1510.

## Información útil
- Horarios: domingos y festivos

- 12:00 h Santa Misa.
- 19:40 h Rosario.
- 20:00 h Santa Misa.

## Referrencias
1. ↑  «Urbipedia». Consultado el 24-enero-2024.